# 布莱莱西夫
布莱莱西夫（法語：Boulay-les-Ifs，法語發音：[bulɛ le.z‿if]）是法国马耶讷省的一个市镇，位于该省东北部，属于马耶讷区。

## 地理
布莱莱西夫（48°25'13"N, 0°7'57"W）面积9.05 平方千米，位于法国卢瓦尔河地区大区马耶讷省，该省份为法国西北部内陆省份，北起芒什省和奧恩省，西接伊勒-维莱讷省，南至曼恩-卢瓦尔省，东临萨尔特省。
与布莱莱西夫接壤的市镇（或旧市镇、城区）包括：尚弗雷蒙、普雷昂帕伊-圣桑松、圣皮埃尔德尼。

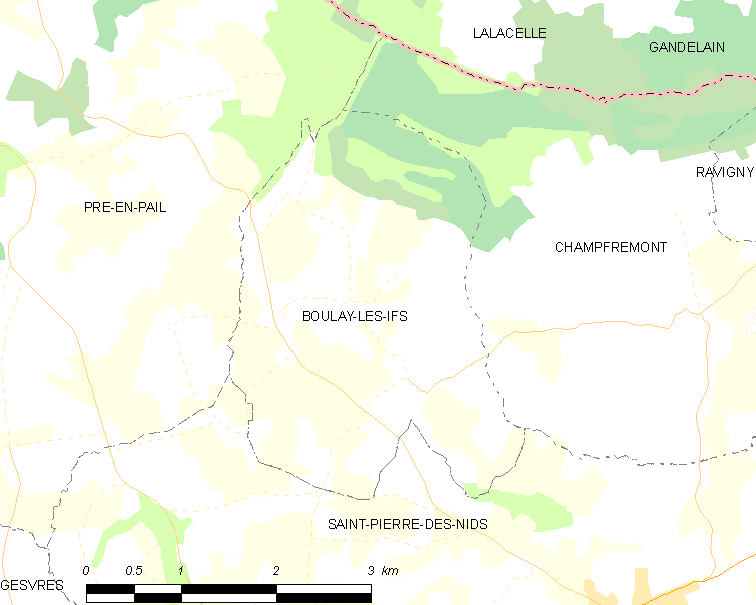
布莱莱西夫的OSM定位图

布莱莱西夫的时区为UTC+01:00、UTC+02:00（夏令时）。

## 行政
布莱莱西夫的邮政编码为53370，INSEE市镇编码为53038。

## 政治
布莱莱西夫所属的省级选区为维莱讷拉瑞埃勒县。

## 人口

1962-2008年间布莱莱西夫人口变化图示

布莱莱西夫于2022年1月1日时的人口数量为136人。